# Линда Грант
Линда Грант (енгл. Linda Grant, Ливерпул, Енглеска, 15. фебруар 1951) је енглеска књижевница и новинарка.

## Рани живот
Линда Грант је рођена у Ливерпулу. Била је најстарије дете Бенија Гинсберга, бизнисмена који је правио и продавао фризерске производе, и Роуз Хафт; оба родитеља су била имигрантског порекла – Бенијева породица је била пољско-јеврејка, Роузина руско-јеврејка – и усвојили су презиме Грант раних 1950-их. 
Образовала се у The Belvedere School, читала енглески на Универзитету у Јорку (од 1972. до 1975. године), а затим је завршила мастер студије енглеског језика на Универзитету Макмастер у Канади. Завршила је постдипломске студије на Универзитету Симон Фрасер. 

## Каријера
Године 1985, Грант се вратила у Енглеску и постала новинарка, радећи за The Guardian, и на крају осамнаест месеци писала своју колумну.  Своју прву књигу, нефикцијско дело, Sexing the Millennium: A Political History of the Sexual Revolution објавила је 1993. године. Написала је личне мемоаре о борби своје мајке са васкуларном деменцијом под називом Remind Me Who I Am, Again (Подсети ме ко сам, поново), који је цитиран у дискусији о старењу на ББЦ Радио 4 Thinking Allowed у децембру 2003. 

Њена фикција се у великој мери ослања на њено јеврејско порекло, породичну историју и историју Ливерпула. У интервјуу Еме Паркер за конференцију „Unsettling Women: Contemporary Women's Writing and Diaspora“ Универзитета у Лестеру у јулу 2008, а касније објављеном у часопису Wasafiri,  Грант је рекла:
Одувек сам желела да зарађујем за живот као писац, али ти ниси могао да се запослиш као писац, па сам добила посао као репортер у локалним новинама непосредно пре свог осамнаестог рођендана. Увек сам знала да ћу пре или касније писати белетристику, иако нисам знала да ће то бити тако касно. Написала сам роман тек после четрдесете године, јер ми је требало много времена да пронађем измишљени глас, што је значило да сам Јевреј. […] Пробала сам различите гласове и нисам нашла ниједан адекватан. Осећала сам да су ми отворена два мода. Један је био да имам глас као Хауард Џејкобсон, који је апсолутно уграђен у препознатљиву јеврејску заједницу, али ја сам била из заједнице која није била призната као јеврејска. Људи кажу: 'Ох, никад нисам знао да има Јевреја у Ливерпулу'. Такође, одрастање у породици средње класе учинило ме је маргиналном за глас Ливерпула, који је одувек био радничка или ирска. А онда је постојао и генерализовани енглески глас средње класе, који ми је увек личио на трбушни говор. И нисам осећала да могу да пишем као амерички јеврејски писац као што је Филип Рот, који показује како су Американци Јевреји, попут Ирских Американаца и Италијана, допринели америчком националном идентитету, јер до тренутка када су Јевреји стигли овде, Британци су национални идентитет је већ био формиран. И зато је мој први роман, The Cast Iron Shore (Обала од ливеног гвожђа), о некоме ко се осећа маргинално. Тек када сам почела да пишем о људима који су маргинални, који имају проблематичне идентитете и проблеме са припадањем, пронашла сам свој глас. 
Грантови избори њених омиљених комада класичне музике емитовани су у оквиру емисије Saturday Classics на ББЦ Радију 3 у јуну 2012. 
У новембру 2016, новине The Guardian објавиле су детаљан извештај о Грантовом процесу писања, у којем је она приметила: „Моји ритуали писања су толико класификовани да бих могла да будем старији пуковник у његовом џентлменском клубу: испеглане новине, врући чај, ципеле исправне боје за град. Без скеле својих навика, сујеверно сам убеђена да никада не бих написала ни реч. Не могу – не могу – да пишем после ручка, у кафићу или било ком другом јавном месту, укључујући возове и авионе, или када је неко други у кући. То је чин тешке, интензивне самоће, делимично уништен интернетом, и његово варљиво обећање о лакоћи тражења ствари док идете даље."

### Документарна литература
- Sexing the Millennium: A Political History of the Sexual Revolution (Секс у миленијуму: политичка историја сексуалне револуције),  (Лондон), 1993.
- Remind Me Who I Am, Again (Подсети ме ко сам, поново), (Лондон), 1998.
- The People on the Street, a writer's view of Israel (Људи на улици, поглед писца на Израел), (Лондон), 2006.
- The Thoughtful Dresser, (Лондон), 2009.

### Фикција
- The Cast Iron Shore, (Лондон), 1995.
- When I Lived in Modern Times (Када сам живео у модерним временима), (Лондон), 2000.
- Still Here (Још увек овде), (Лондон), 2002.
- The Clothes on Their Backs (Одећа на леђима), (Лондон), 2008.
- We Had It So Good (Било нам је тако добро), (Лондон) 2011.
- Upstairs at the Party (Горе на забави), (Лондон) 2014.
- The Dark Circle (Мрачни круг), (Лондон), 2016. [9]
- A Stranger City, (Лондон) 2019. [10]
- The Story of the Forest (Прича о шуми), (Лондон), 2023.

## Награде
Грантов дебитантски роман, The Cast Iron Shore (Обала од ливеног гвожђа), освојио је David Higham Prize for Fiction 1996. године; награђен за најбољи први роман године.  Три године касније, њено друго, нефикцијско дело, Remind Me Who I Am Again (Подсети ме ко сам ја поново), освојио је и награде за књигу године за ум и узраст.  

Њен други  роман фикције, When I Lived in Modern Times, освојио је Женску награду ѕа белетристику 2000. године и ушао у ужи избор за Jewish Quarterly-Wingate књижевну награду исте године. Године 2002. њен трећи роман Still Here (Још увек) је био на дугој листи Награде Букер.
Године 2006. Грант је освојила прву Lettre Ulysses Award за „Уметност репортаже“, последњу додељену, за њен публицистички рад о израелском народу под називом The People on the Street: A Writer's View of Israel (Људи на улици: поглед писца на Израел).   The Clothes on Their Backs ушао је у ужи избор за Награду Букер 2008. и освојио награду The South Bank Show у категорији књижевности.    Такође је био на дугој листи за Женску награду за белетристику исте године.
Године 2014, Грант је именована за члана Краљевског књижевног друштва (FRSL). 
У марту 2017. објављено је да је Грантов роман The Dark Circle (Мрачни круг) на дугој листи за Бејлисову женску награду за фикцију.